# 披毛犀
披毛犀（學名：Coelodonta antiquitatis），又名長毛犀牛，是一種已滅絕的犀牛，生存於更新世，並在冰河時期存活了下來。披毛犀生活在歐亞大陸北部，而其近親的板齒犀則生活在南方。披毛犀有兩隻扁平的角，可以推開雪來吃草。牠亦有一層厚厚的毛皮及脂肪，用來在寒冷的環境保持溫暖。

## 生理

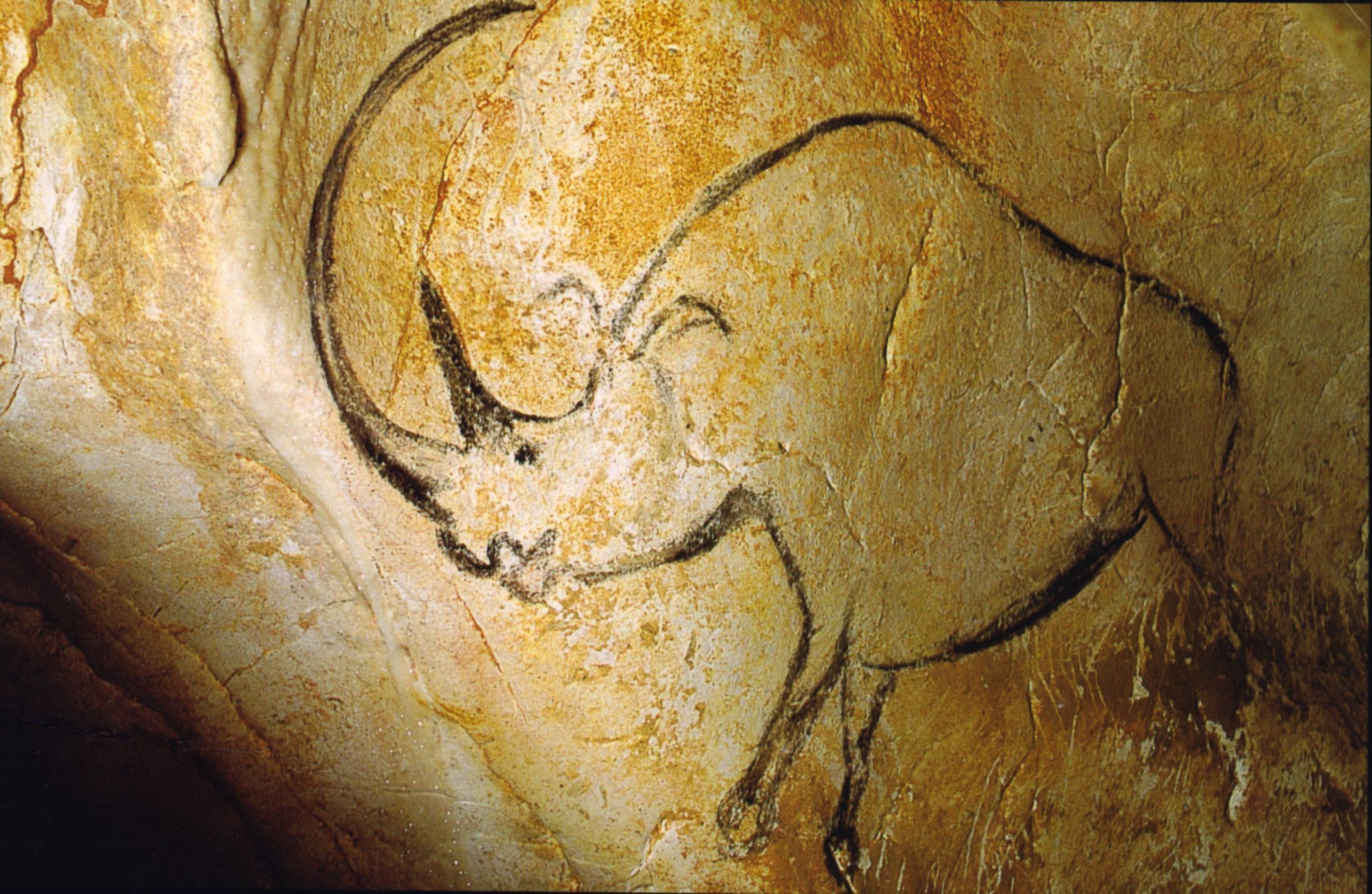
肖維岩洞中的披毛犀壁畫

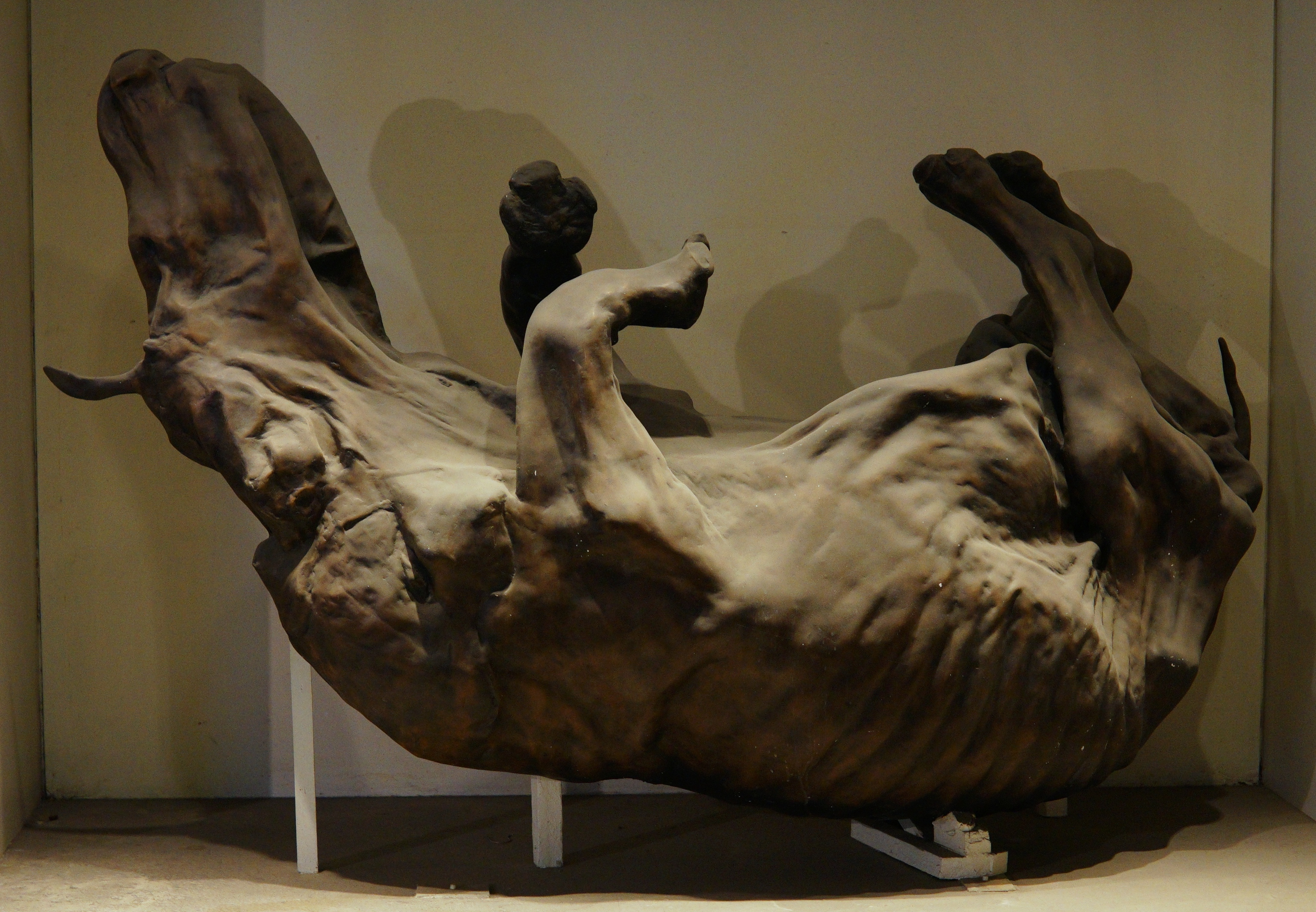
倫敦自然史博物館的披毛犀木乃伊

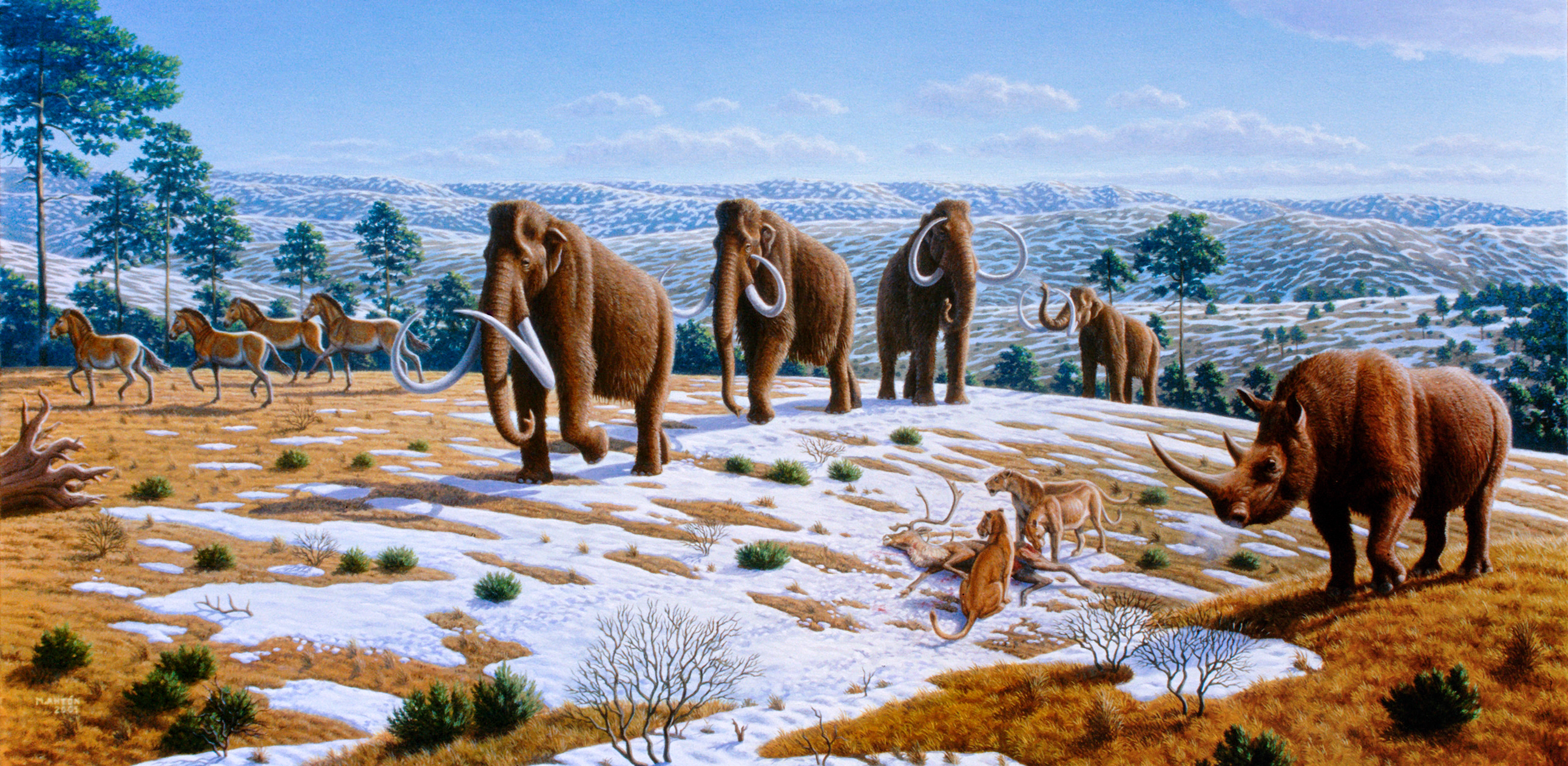
棲息於晚更新世北西班牙的巨型動物群復原圖，包括披毛犀、猛犸象、穴獅、歐洲野驢，由Mauricio Antón繪製

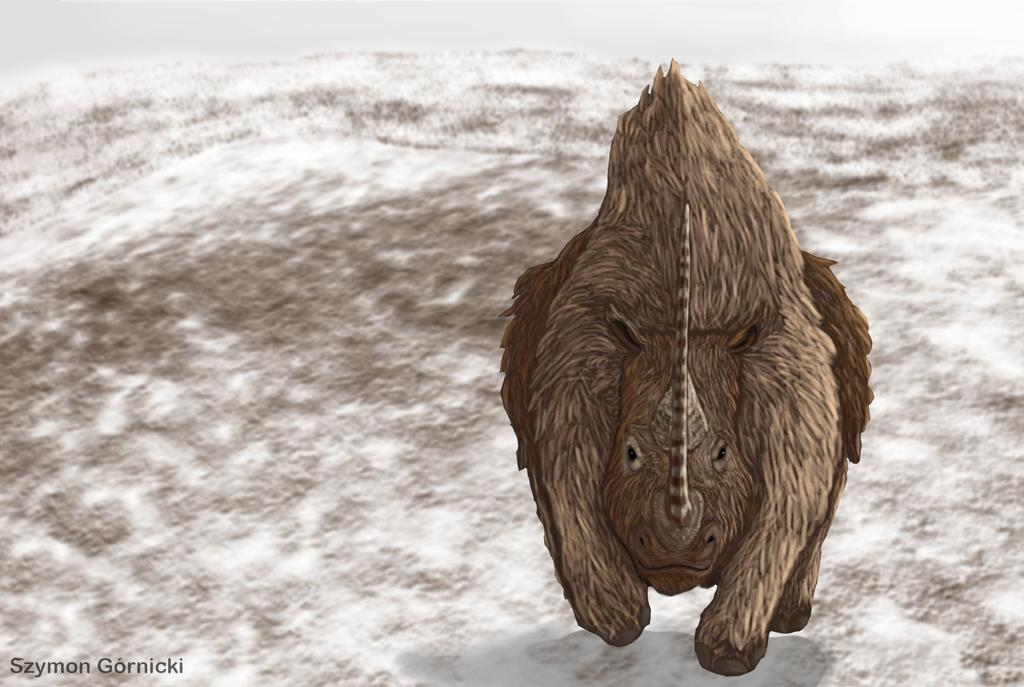
衝刺中的披毛犀

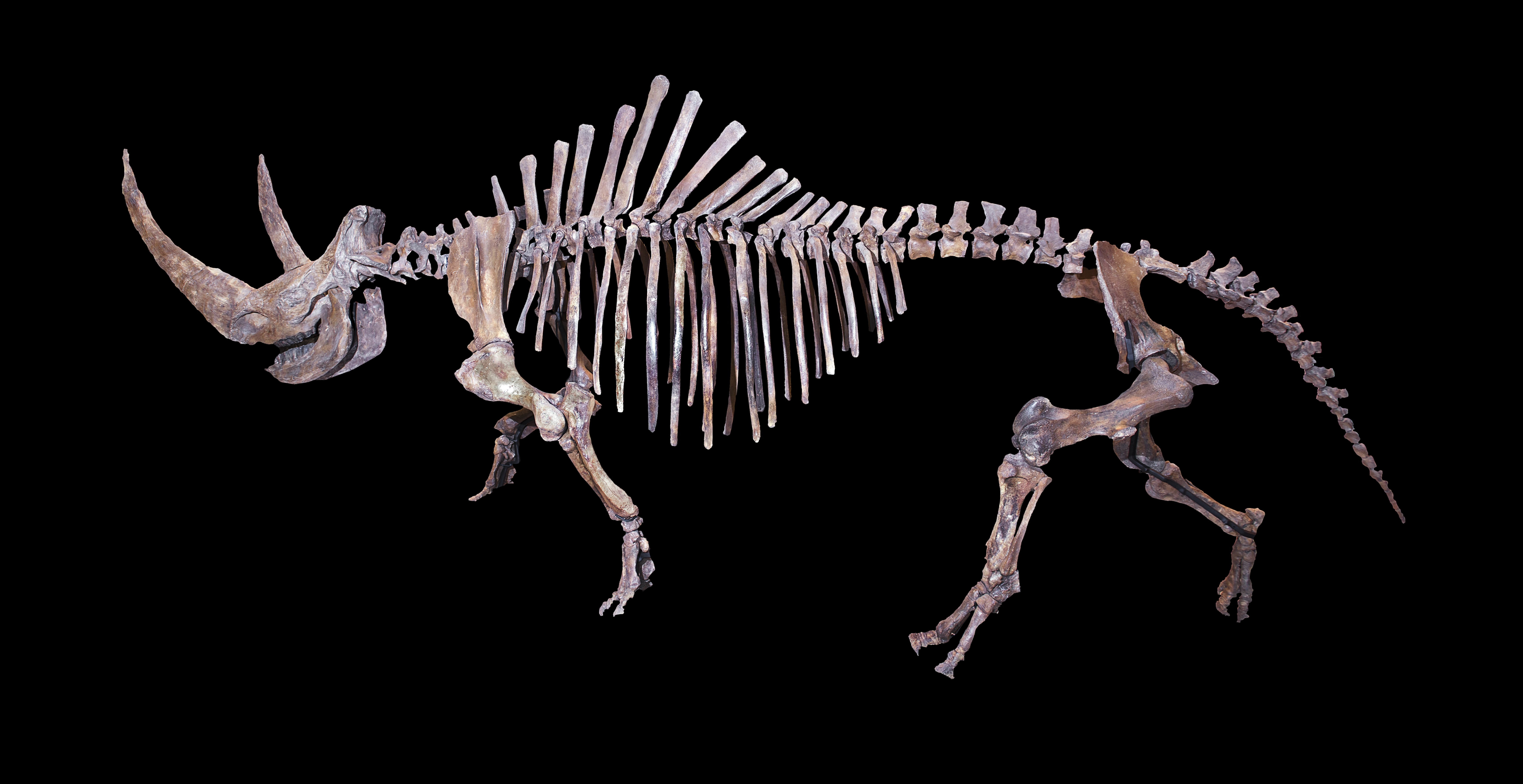
披毛犀

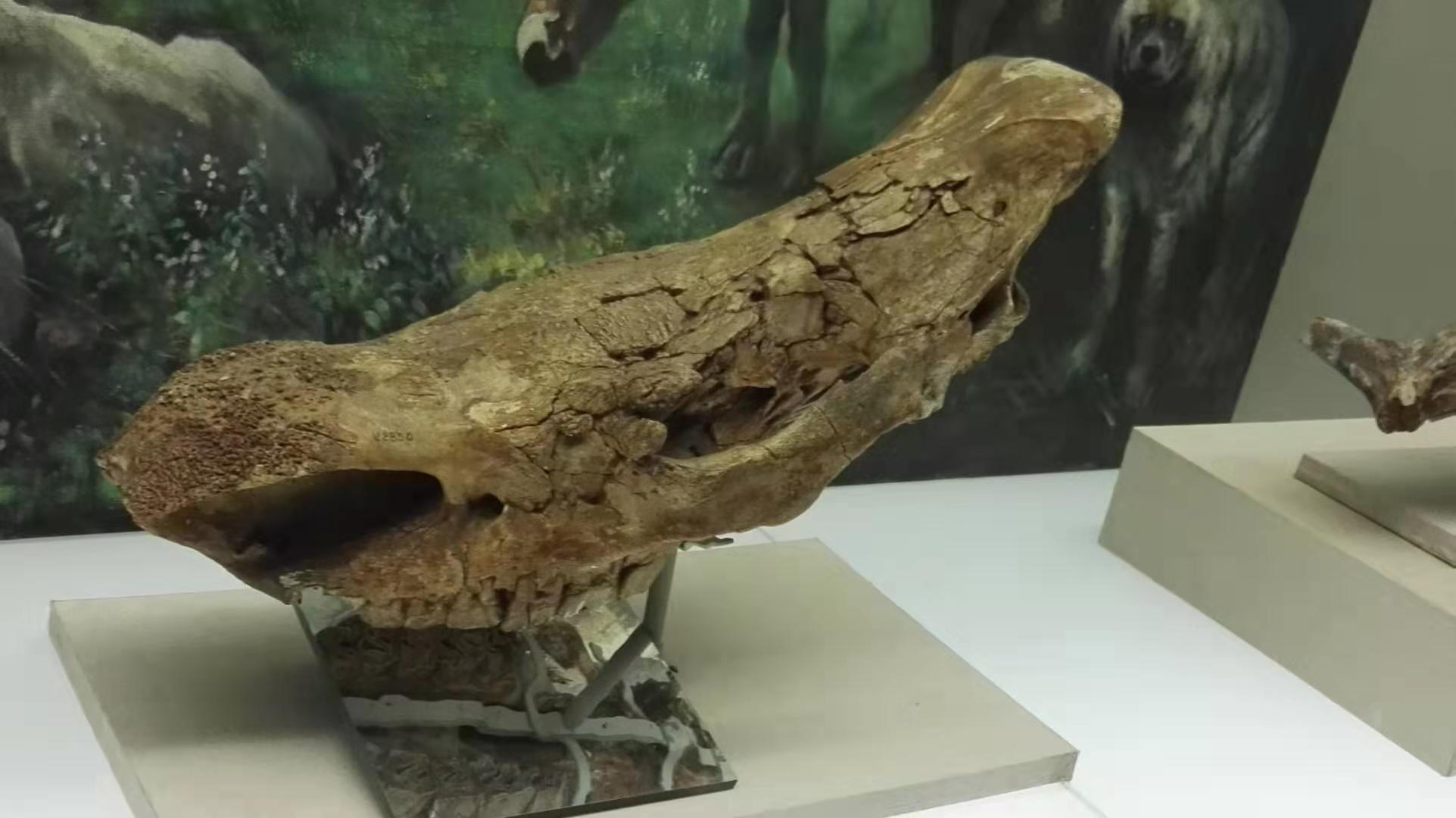
亞種山西披毛犀化石，山西博物院

對於披毛犀的外表了解多半來自於石洞壁畫或是西伯利亞的冰凍木乃伊。披毛犀約長 3至3.8（9.8至12.5英尺），體重接近 1,800—2,700（4,000—6,000磅）或2,000（4,400磅），肩高將近 2米（6.6英尺）。這使得披毛犀的體型稍大於現存的白犀牛。牠的鼻端有兩隻由角蛋白組成的角，前端的角大約長 61 cm（24英寸），比眼睛之間的角還長。牠的毛長、耳細、腳短厚及敦實的身體。披毛犀的石洞壁畫有時顯示在其前腳及後腳之間有一條深色闊帶，但並非統一出現在所有壁畫之中，且畫中動物也無法被確定是否就是披毛犀。冬天時，披毛犀用牠的角推開雪來吃草。
披毛犀是更新世犀牛分支中最後及衍生的成員，非常適應其生活環境。堅實的四肢及厚毛皮使牠能適應當時古北區的草原凍原環境。牠們的分佈亦按冷暖氣候的循環而擴展及收縮，數量亦因冰河時期過去而遷徙及消失。就像大部份犀牛，披毛犀與始新世最原始的犀牛有著相似的體形及形態。

### 犀牛角
雄性與雌性披毛犀均具有兩支角。前角較長並向後彎曲，長度超過 1 公尺，最長可達1.4（4英尺7英寸），重量則有15（33磅），與現代犀牛相比巨大許多。以發現於科雷馬盆地的披毛犀遺骸為例，其前角長度為 84.5 公分，前角基部為 22.9 × 12.3 公分，前角最薄處厚度約 23 毫米；後角長度約 15 公分長，基部為 14.6 × 8 公分。
後角較前角短小許多，長度不超過 50 公分。鼻中隔有骨化現象，多見於成年雄性個體，而現代犀牛並不具有同樣的特徵，這有助於加強犀牛角與頭部之間的連接並提高所能承受的壓力。不過雌性犀牛與幼犀的骨化狀況多半不完全。
披毛犀的角上有明顯與地面磨擦的痕跡，這顯示披毛犀可能會用牠們的角在地面來回刮擦，從雪地中挖掘出底下的植株食用。

## 古生物學
由乳齒的分析研究顯示，披毛犀的生命史應與現存的白犀及黑犀類似。母犀具有一對乳頭，推測每隔兩至三年能產下一頭幼犢，偶爾能產下兩頭。如果與現存的犀牛相似，披毛犀幼犢前三年會跟在母犀身邊，再來就會獨立去建立自己的地盤，並於五歲時達到性成熟。披毛犀的壽命可達40歲，約與現存犀牛相當。
憑藉著巨大的體型與角，成年披毛犀幾乎沒有天敵，但幼年個體有可能會受到洞鬣狗或穴獅的攻擊。曾有於顱骨上發現貓科所造成的傷痕，但該個體最後成功活到成年。
披毛犀會使用牠們的角來對抗掠食者、種內競爭（根據洞穴壁畫的描繪）、於冬天時將雪挖開來尋找植披、或是用於吸引異性。公披毛犀可能與現存的犀牛一樣具有領域性，於發情期抵禦其他雄性個體。披毛犀的顱骨化石上層被發現有來自其他犀牛個體犀牛角所造成的傷痕，且下顎與背部肋骨均有破損後癒合的現象，可能是與其他個體打鬥後所留下的傷痕。相較於現存犀牛，披毛犀具有更高頻率的種內競爭，這是因為披毛犀所生存的最後一次冰河期，四季的溫度變化十分劇烈，也因此在較惡劣的氣候時節時，披毛犀會面臨更多來自其他個體競爭資源的壓力。

### 食性
披毛犀的食性一直擁有爭議。氣候重建指出披毛犀偏好寒冷及乾燥的草原凍原環境。另有分析顯示披毛犀喜歡吃草及莎草等植物。
對一個在斯塔福郡發現的披毛犀標本的頭顱骨、顎骨及牙齒而進行應變向量生物化學研究，發現其肌肉及牙齒特徵適合吃草。牠的顳及頸部肌肉亦適合對抗當吃地上植物所造成的強大拉力。
與現存的奇蹄目比較，披毛犀是只有一個胃的後腸發酵動物，故喜歡有豐富纖維素而較少蛋白質的食物。這種消化方法需要大量進食，以彌補其喜好之草及莎草類較低的營養含量。

## 滅絕
披毛犀被早期人類的獵殺，可能是其滅絕的成因。在未發現波蘭的完整標本前，牠的體形只有從石洞壁畫中得知。這個標本是一頭雌性披毛犀，現正存放在克拉科夫的博物館內展覽。披毛犀一般生活在歐洲北部，並在英格蘭及北海的寒冷及乾燥沙漠中很普遍。
披毛犀與真猛獁及其他更新世巨型動物群生活在同一時代。披毛犀的近親蘇門答臘犀牛仍然在東南亞存活，但卻是極危物種。